# Quepoa

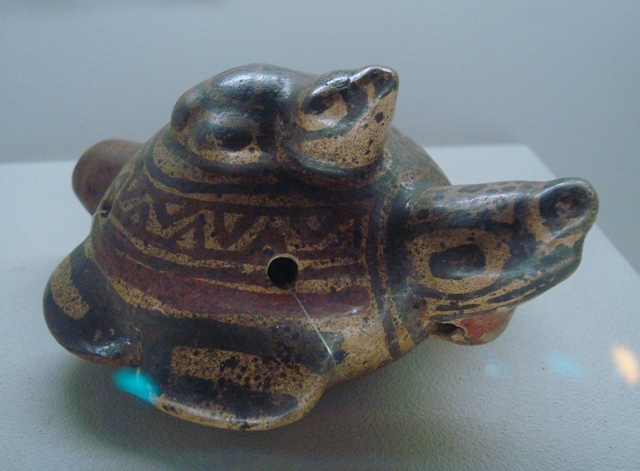
Objeto de arcilla con forma de tortuga. Pacífico sur de Costa Rica. Museo del Oro Precolombino. Costa Rica.

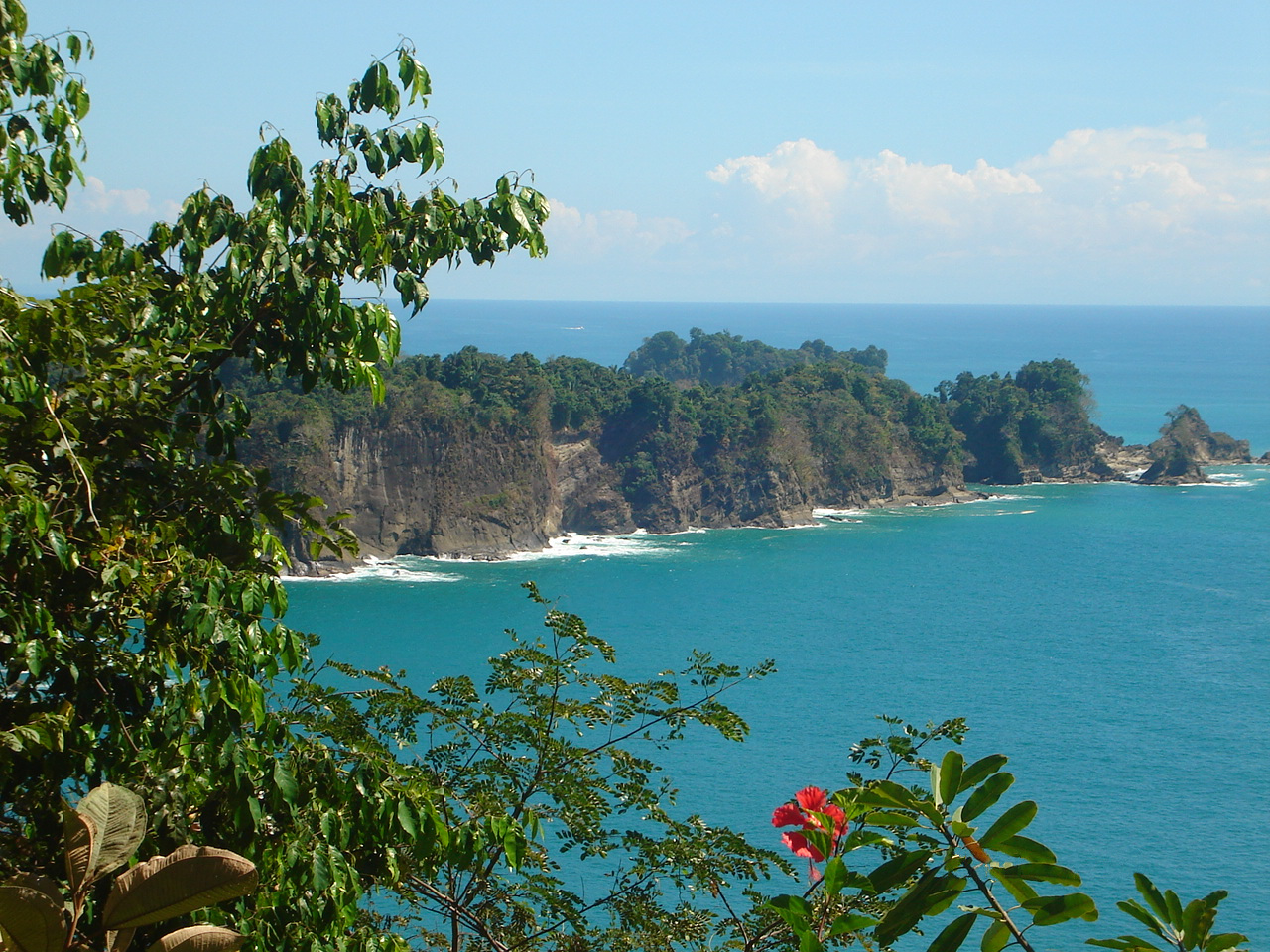
El parque nacional Manuel Antonio fue el principal territorio ocupado por la civilización de los quepoa antes del arribo español.

Los quepoa, también llamados quepos, fueron una etnia amerindia de Costa Rica, que a la llegada de los españoles a este país en el siglo XVI, se encontraban gobernados por el rey Corrohore y habitaban en la costa pacífica cerca de lo que hoy es el parque nacional Manuel Antonio, en el llamado Cacicazgo de Quepo. Los quepoa, emparentados con los boruca del sur de Costa Rica y los muiscas de Colombia, tuvieron su propia cultura e idioma, los cuales se hallan hoy extintos, aunque el nombre pervive como un topónimo en la ciudad de Quepos, en el cantón de Quepos de la provincia de Puntarenas.
Las crónicas españolas describen a los quepoa como un pueblo que vivía de la agricultura y la pesca, con un asentamiento principal cerca de la actual ciudad de Quepos. Su cultura, perteneciente al Área Intermedia, se caracterizó por la manufactura de objetos de oro, pero además eran un pueblo guerrero, pues tenían enfrentamientos con los huetares y los coctú.

## Territorio
El cacicazgo de los quepoa se encontraba en la región del Pacífico sur de Costa Rica. Estaba delimitado por el río Parrita al noreste, el río Grande de Térraba al sureste, las montañas del sur del Valle Central al norte y el Océano Pacífico al sur. Colindaba con los reinos huetares de Pacaca y Aserrí por el norte, y con los territorios de los borucas por el sureste. Su principal asentamiento fue la ciudad de Quepos, ubicada en una colina desde la cual se podía vigilar el océano, cerca de donde se encuentra actualmente el Hotel Mariposa, en el área del parque nacional Manuel Antonio, cerca de la desembocadura del río Savegre. La ciudad consistía en una serie de casas circulares o palenques, similares a los que se pueden observar en el Monumento Nacional Guayabo de Turrialba, aunque sin las bases de piedra que caracterizan a este sitio. El lugar donde se encuentra la antigua Quepos, sin embargo, muestra también indicios arqueológicos previos a la llegada de los quepoa, como la existencia de viviendas rectangulares. Se cree que los quepoa habitaban en esta zona durante el invierno, mientras que en el verano emigraban a las cercanías de la desembocadura del río Naranjo, en la isla Mogote, donde vivían de la pesca y la caza de tortugas, así como del buceo para buscar perlas. Este pueblo también se ubicó en las planicies cercanas al río Parrita, donde la tierra es llana y cultivable, en contraste con la zona montañosa donde se ubica la actual ciudad de Quepos.

## Historia
Se considera al pueblo de los quepoa como una subtribu de los boruca. Ambos pueblos se encuentran, a su vez, emparentados con los muiscas de Colombia, y pertenecen a la región arqueológica del Pacífico sur de Costa Rica, en la llamada Área Intermedia. Los quepoa se asentaron en la zona del pacífico central de Costa Rica cerca de 950 a 900 años antes de nuestra era, luego de emigrar desde Sudamérica. Se cree que originalmente, tanto quepos como borucas habitaron en las cercanías de uno de los brazos del río Amazonas que desciende desde los Andes hacia Colombia, y que en su viaje hacia Costa Rica, poblaron muchas de las islas del Caribe de Panamá y el sur de Costa Rica. Dichos grupos se desplazaron hacia el norte en el siglo X consecuencia de la toma de Cuzco, en Perú, por los incas.
Es poco lo que se conoce de los quepoa antes de la llegada de los españoles a América. En 1519, la región de Quepos fue visita por el conquistador español Juan Ponce de León. En sus crónicas, Ponce de León describe que desde la costa pudo observar a cerca de 1000 guerreros lanzando gritos de guerra y agitando sus lanzas en forma amenazadora, lo que causó que los describiera como «indios bravos» en una carta enviada al rey Felipe II, y decidió no descender a tierra.
En 1563 se dio el primer contacto entre los españoles y los quepoa cuando el alcalde mayor de Costa Rica, Juan Vázquez de Coronado, arribó al sitio con setenta soldados españoles y ciento diez indígenas auxiliares bajo el mando de los reyes huetares Aczarri, Yorustí y Turrubara. Los huetares y los quepoa eran enemigos, y el rey Aczarri  había persuadido a Vázquez de Coronado de viajar a Quepo, pues éste tenía el objetivo de reclutar más indígenas para una proyectada exploración a la región de Turucaca, donde se creía que había muchas riquezas auríferas. En el momento de la llegada de Vázquez de Coronado, la población de Quepo ascendía a unas 1 500 personas o familias, gobernadas por el rey Corrohore. Los quepoa habían sufrido recientemente una derrota a manos de guerreros de la nación de Coctú, otro reino indígena ubicado en las márgenes de los ríos Sierpe y Térraba. Estos guerreros habían secuestrado a la hermana del rey, Dulcehe, posiblemente en una disputa de linaje, pues los derechos de herencia real entre estos pueblos se daban por vía matrilineal.
El rey Corrohore accedió a someterse a la autoridad española a condición de que Vázquez de Coronado les ayudase a rescatar a Dulcehe, que fue liberada tras un asalto conjunto de los españoles y los quepoa a los fuertes de los cotos. No existe ningún dato fidedigno sobre el destino posterior de Dulcehe, aunque en algunos relatos ficticios escritos en el siglo XX se imagina, sin ningún fundamento histórico, que hizo vida marital con uno de los oficiales de Vázquez de Coronado, el capitán portugués Antonio Álvarez Pereyra.
En 1569, cuando todavía el rey Corrohore gobernaba Quepo, el gobernador Perafán de Rivera instituyó en Costa Rica la encomienda y asignó Quepo a la Corona. Los españoles establecieron una reducción índígena en Quepo, a cargo de religiosos franciscanos y bajo el patronato de San Bernardino. Esa reducción fue cabecera del Corregimiento de Quepo. En 1592, el sacerdote a cargo de la misión de San Bernardino, fray Juan Pizarro, fue ahorcado por los quepoa, luego de que el padre mandase azotar al cacique y algunos de sus principales.
La población de quepos y borucas fue disminuyendo en los siglos posteriores por diferentes razones: conflictos locales entre los distintos grupos indígenas, presiones por parte de los españoles que los hizo desplazarse a las zonas montañosas menos fértiles, mezclas consanguíneas y mestizaje tanto con españoles como con otros grupos indígenas, nuevas enfermedades provenientes del Viejo Mundo, su venta como esclavos a Nicaragua, etc. Para inicios del siglo XVII, solamente quedaban unos 250 individuos. En 1659, solamente se registraron 18 individuos que pertenecían a la etnia quepoa en un censo realizado en el Corregimiento de Quepo, que fue suprimido en 1660 y agregado a la gobernación de Costa Rica. Entre 1709 y 1722, la región fue blanco de incursiones piratas, sobre todo por parte del inglés John Clipperton, quien hizo amistad con los quepoa, aprendió su idioma e incluso se refugiaba entre ellos después de sus fechorías en Panamá. En 1746, cuando fue oficialmente cerrada la misión de San Bernardino, los pocos quepoa que quedaban fueron trasladados a la reducción de Boruca, en la Península de Osa en el sur, muy lejos de su territorio original.

## Cultura
La cultura de los quepoa perteneció al Área Intermedia de América. Los hallazgos arqueológicos localizados en la zona de Quepos y en Manuel Antonio evidencian que los quepoa fueron una tribu dedicada a la caza, la pesca de tortugas, el buceo de perlas. Eran hábiles artesanos y orfebres. Eran también un pueblo guerrero, incluidas las mujeres. Sabían usar la lanza, el arco y la cerbatana con dardos envenenados. Consideraban sagrada la isla Mogote, ubicada frente a la playa de Manuel Antonio. En esta isla hay una caverna donde habitaba el sukía, que realizaba diversos rituales y ceremonias, sobre todo en la época de desove de las tortugas.